# 安哲毅
安哲毅，畢業於加州藝術學院電影製作研究所。師承王小棣，歷任美術、副導、編劇、導演、製作人等職務；創作領域跨劇情、紀錄、錄像藝術，屢獲國內外影展肯定。多次入圍金鐘最佳編劇、導演獎，2014年執導《刺蝟男孩》獲金鐘獎最佳編劇及最佳戲劇節目獎。現任《茁劇場》系列製作人，電影創作聯盟秘書長，曾任教世新大學廣電系，並任教於台藝大電影系、清大台文所。

## 作品列表

### 重要作品
- 2024 導演
  - 網路影集《小菁與言言》
- 2022 製作人
  - 電視影集《茁劇場系列》
- 2021 編劇
  - 電影劇本《初戀》  入圍優良電影劇本獎
- 2019 製作人
  - 電視連續劇《20之後》  入圍金鐘獎「最佳戲劇節目獎」
- 2018 製作人 
  - 電視連續劇《植劇場系列 -天黑請閉眼、花甲男孩轉大人》獲金鐘獎「最佳戲劇節目獎」
- 2014 編劇、導演
  - 電視連續劇 《刺蝟男孩》  獲金鐘獎  最佳戲劇節目獎、最佳戲劇節目編劇獎／  入圍金鐘獎  最佳戲劇節目導演獎
- 2014 編劇、導演  
  - 電視電影 《銘謝惠顧》  入圍亞洲電視獎 最佳電視電影獎、最佳原著劇本獎 ／   入圍金鐘獎 最佳迷你劇集、迷你劇集編劇、迷你劇集導演獎
- 2014 編劇、導演  
  - 短片 《晚風細雨》  金穗獎特別放映 新加坡華語電影節
- 2012 導演
  - 紀錄片 《大象小象》  台灣紀錄片行動列車
- 2010 編劇、導演
  - 短片 《台北異想－末班車》  獲首爾國際戲劇獎  評審團特別獎、保加利亞金櫃電視節  銅櫃獎／  釜山影展、東京影展、台北電影節、高雄電影節、亞洲電視獎
- 2008 導演
  - 音像裝置 《4 Corners》  台法錄像藝術展
- 2007 編劇、導演  
  - 電視電影 《指印》  入圍金鐘獎 最佳迷你劇集獎、迷你劇集編劇獎、迷你劇集導演獎／  入圍南方影展 競賽片
- 2005 編劇、導演 
  - 電視單元劇 《黑夜藍天》  入圍金鐘獎 最佳迷你劇集編劇獎
- 2002 編劇、導演  
  - 短片 《盜汗》  獲金穂獎  優良短片獎／  入圍台北電影節 最佳影片獎／  維也納影展、釜山亞洲短片展

## 外部連結
.
- 安哲毅 - MovieCool 華文影劇數據平台| 電影、連續劇、影人
- 安哲毅 - 台灣電影網 Taiwan Cinema